# Chike Obi
Pour les articles homonymes, voir Obi (homonymie).
Chike Obi (17 avril 1921 – 13 mars 2008) est un homme politique, mathématicien et professeur nigérian. L’Union africaine de mathématiques suggère qu’il est le premier Nigérian à détenir un doctorat en mathématiques. Obi est l'auteur de plusieurs livres et revues sur les mathématiques et la politique nigériane.

## Formation
Obi est né le 17 avril 1921 à Zaria, dans l'État de Kaduna au Nigeria. Il fait ses études dans diverses régions du Nigeria : il est scolarisé à l'école catholique St Patrick de Zaria, dans le nord de l'actuel Nigeria puis il fait ses études secondaires au Christ the King College d'Onitsha, également catholique, de 1933 à 1939. Il entreprend ensuite des études supérieures en mathématiques et en physique au Yaba Higher College de Lagos et, cette institution étant associée à l'université de Londres, il peut mener des études universitaires en mathématiques par correspondance de 1942 à 1946 dans cette université. Immédiatement après avoir obtenu son premier diplôme, il remporte une bourse pour faire des études de recherche au Pembroke College de Cambridge, suivies d'études de doctorat au Massachusetts Institute of Technology, à Cambridge, Massachusetts, États-Unis, devenant en 1950 le premier Nigérian à recevoir un doctorat en mathématiques,, avec une thèse intitulée « Periodic Solutions of Non-linear Differential Equations of Second Order » et sous la supervision de Mary Cartwright et John Edensor Littlewood.

## Carrière de mathématicien
Obi retourne donner des cours à la première université nigériane d'Ibadan. Il en est bientôt détourné par des activités politiques. Après la guerre, il retourne enseigner en 1970 à l'université de Lagos où il accède rapidement au poste académique principal de professeur.
À la fin de la guerre civile, il reprend l'activité académique en tant que professeur à l'Université de Lagos, dont il prend sa retraite en 1985 en tant que professeur émérite. Il se retire ensuite pour retourner à ses racines et vivre dans la ville d'Onitsha où il fonde l'Institut Nanna d'études scientifiques pour promouvoir la révolution scientifique et technologique de son pays. Cependant, il s'est toujours opposé à l'introduction des mathématiques modernes dans l'école nigériane. Avec Adegoke Olubummo et James Ezeilo, il est considéré comme l'un des pionniers de la recherche mathématique moderne au Nigeria.
Les premières recherches d'Obi portent principalement sur la question de l'existence de solutions périodiques d'équations différentielles ordinaires non linéaires. Il utilise avec succès la technique de perturbation et plusieurs de ses publications ont grandement contribué à stimuler l'intérêt des chercheurs sur ce sujet à travers le monde et sont devenues des classiques de la littérature.
Obi reçoit le prix ICTP en l'honneur de Sigvard Eklund pour ses travaux originaux sur les équations différentielles du Centre international de physique théorique. Il apporte des contributions significatives à l'étude des équations différentielles ordinaires non linéaires à plusieurs paramètres en établissant de nombreux résultats sur l'existence, le nombre et certaines expressions analytiques de solutions harmoniques, sous-harmoniques ou uniformément presque périodiques.
En 1997, Obi prétend être la troisième personne à résoudre le dernier théorème de Fermat après Andrew Wiles et Richard Taylor en 1994. Il prétend également avoir trouvé une preuve élémentaire du dernier théorème de Fermat. Ce travail est réalisé à son Institut Nanna d'études scientifiques à Onitsha, dans l'est du Nigeria et publié dans Algebras, Groups and Geometries,,. Cependant, une recension de cette preuve publiée dans Mathematical Reviews indique qu'il s'agit d'une fausse preuve,.

## Carrière politique
À Ibadan, Obi commence à donner des conférences sur sa philosophie politique, le kémalisme et sur la meilleure façon dont il pense que le pays devrait être géré. Il contribue à la création du Parti Dynamique du Nigeria, un parti politique dont il est le premier secrétaire général et qui prône le kémalisme. Par l'intermédiaire du parti, il se présente comme candidat aux élections parlementaires à Ibadan en 1951, mais perd.
Le parti conclut ensuite des alliances avec le Conseil national du Nigeria et du Cameroun ainsi qu'avec le Groupe d'action. Obi est élu membre de la délégation nigériane qui négocie la voie de l'autonomie du pays lors de deux conférences de Londres en 1957 et 1958.
Après l'indépendance du Nigeria vis-à-vis du Royaume-Uni en 1960, Obi est élu législateur à l'Assemblée de l'Est en 1960. Il refuse de quitter son siège à l'Assemblée législative nationale de Lagos. Le président de la Chambre régionale ordonne qu'Obi soit physiquement expulsé par des agents de sécurité. Cet ordre est obéi et Obi décide de s'engager dans les affaires régionales.
En 1962, Obi est arrêté et accusé de trahison lors d'un procès à huis clos organisé par le gouvernement civil national de l'époque, qui l'accuse, ainsi que d'autres, dont le principal chef de l'opposition de l'époque, Obafemi Awolowo, de comploter pour renverser le gouvernement. Ces persécutions politiques le conduisent à la prison de Kirkiri. Il est ensuite libéré pour « manque de preuves ».
Lorsque la guerre civile nigériane éclate en 1967, Obi se range du côté du Biafra, travaillant pour le chef rebelle Chukwuemeka Odumegwu Ojukwu. Pendant une brève période dans les années 1970, lorsqu'il sert à la Commission nationale de mobilisation des revenus.
Obi tourne en dérision la religion et l'extrémisme ethnique, ainsi que la culture de corruption qui imprègne la classe politique nigériane. Il est chroniqueur dans un journal national dans les années 1980, écrivant sous le titre « Je parle pour le peuple ».

## Prix et distinctions
Professeur invité à l'université du Rhode Island, aux États-Unis, à l'université de Jos, au Nigeria, et à l'Académie chinoise des sciences, Obi reçoit l'honneur national de Commandeur de l'Ordre du Nigeria (CON) et membre de l'Ordre du Nigeria. Il est également membre de l'Académie nigériane des sciences.
Obi est l'auteur de plusieurs livres et revues sur les mathématiques et la politique nigériane.

## Vie privée
À la mort d'Obi en 2008, sa femme, Belinda, lui survit jusqu'en 2010. Ils ont eu quatre enfants.